# DMX (rappeur)
Pour l’article homonyme, voir DMX.
DMX (sigle de Dark Man X), de son vrai nom Earl Simmons (né le 18 décembre 1970 à Mount Vernon, dans l'État de New York et décédé le 9 avril 2021 à White Plains, dans le même État), est un rappeur et acteur américain. DMX est le deuxième artiste dont deux des albums se sont classés no 1 au Billboard 200 le jour de leur sortie – le premier étant Tupac Shakur (à titre posthume). Jusqu'à Grand Champ (2003), tous ses albums ont atteint la première place des classements américains.

## Biographie

### Jeunesse
Earl Simmons naît le 18 décembre 1970 à Mount Vernon, dans l'État de New York,. Son père quitte sa famille lorsqu'il est très jeune. Il est scolarisé et reste à l'internat à Yonkers, en banlieue de New York. Il fuguera à plusieurs reprises et adoptera un pitbull, qui sera abattu par la police alors qu'il avait neuf ans. Cette enfance le rendra par la suite violent, et il tentera de survivre dans les rues en commettant des braquages, ce qui le mènera à plusieurs démêlés avec la justice,.

### Débuts (1988–1999)
DMX commence sa carrière musicale en 1988 dans le beatbox. DMX amorce sa carrière à Yonkers, où il devient MC avec ses amis The Lox et DJ Clue. Après avoir tenté de signer dans plusieurs maisons de disques, il décroche en 1997 un contrat chez Def Jam Recordings. Il participe également aux titres 4, 3, 2, 1 de LL Cool J en 1997, aux singles 24 Hrs. to Live et Take What's Yours de Mase, et de Money, Power and Respect de Lox, qui l'aideront à se populariser.
DMX publie son premier album, It's Dark and Hell Is Hot, le 12 mai 1998. Il devient un véritable succès commercial avec plus de six millions d'exemplaires écoulés, et devient certifié quadruple disque de platine aux États-Unis par la RIAA, et disque de platine au Canada. Il se classe premier des classements américains Billboard 200 et des R&B Albums, ainsi que 15e des classements canadiens. Son premier single tiré de cet album, Get at Me Dog, relance la mode du rap hardcore[réf. nécessaire], et se classe 3e au Billboard Hot 100. En 1999, il participe au Hard Knock Life Tour organisé par Def Jam et Roc-A-Fella Records. Il s'agit d'une tournée de 54 dates aux États-Unis dans laquelle participent notamment Jay-Z, Ja Rule, Method Man and Redman, et Memphis Bleek. Le documentaire On / Off retrace en partie cette tournée de deux mois et demi. Six mois plus tard, le 15 décembre 1998, DMX publie son deuxième album, Flesh of My Flesh, Blood of My Blood, et le résultat est le même que son prédécesseur ; il atteint la première place du Billboard 200, et est certifié quadruple disque de platine. De ce fait, DMX devient le deuxième rappeur de l'histoire (après Tupac Shakur) à avoir publié deux albums la même année ayant débuté au Billboard 200. Le 21 décembre 1999, DMX propose son troisième album, ...And Then There Was X. L'album est cette fois-ci certifié quintuple disque de platine par la RIAA et atteint lui aussi la première place du Billboard 200. Sur cet album, les singles Party Up (Up In Here), What's My Name, et What You Want atteignent également les classements musicaux.

### Confirmation et succès mondial (2000–2007)

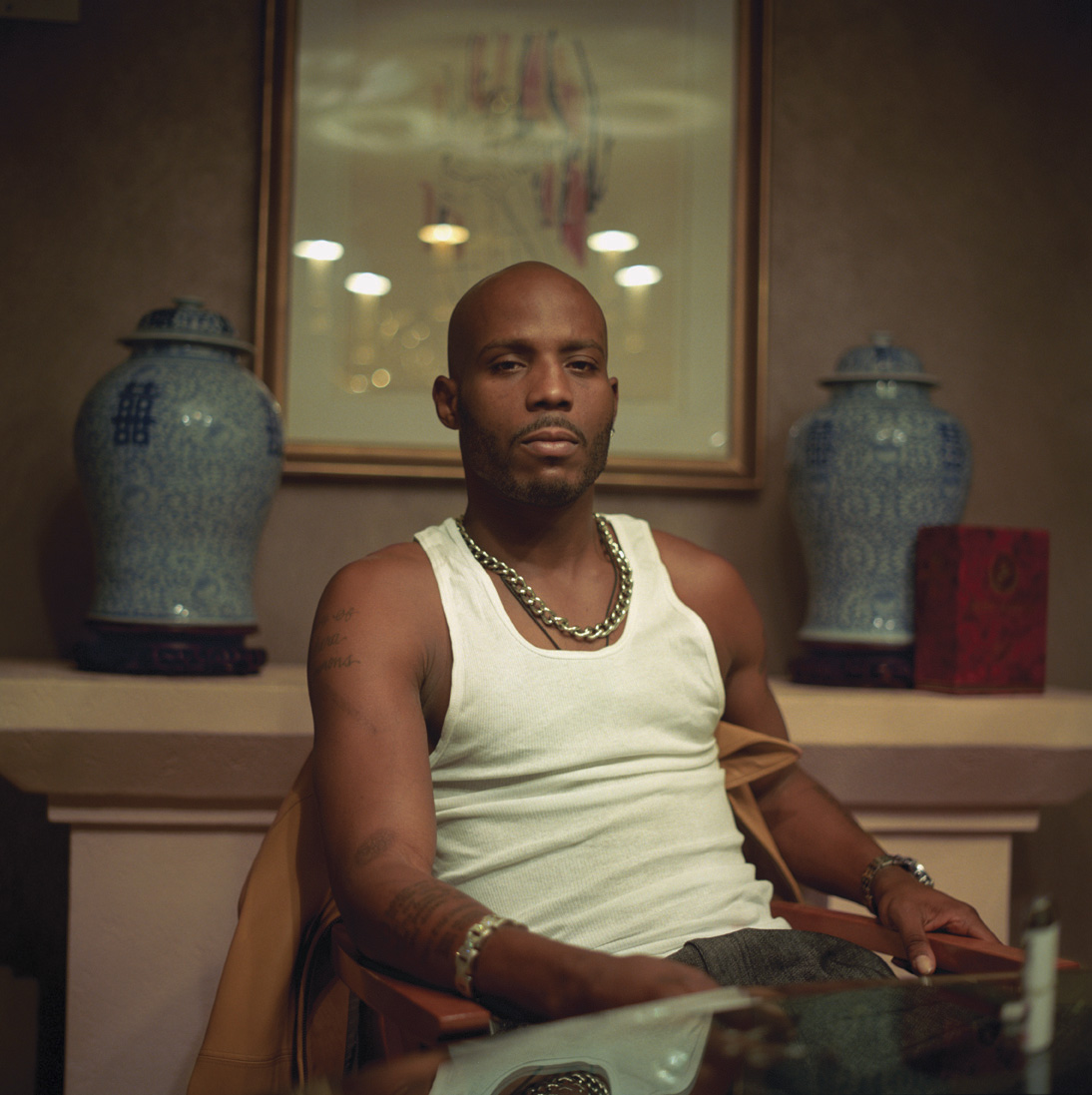
DMX en 2001.

DMX publie son quatrième album, The Great Depression, en septembre 2001, qui connait une moindre audience. L'album atteint néanmoins la première place des classements américains et canadiens, et, comme ses prédécesseurs, est rapidement certifié disque de platine par la RIAA. Le 13 septembre 2003, il publie un nouvel album intitulé Grand Champ, qui atteint aussi la première place des classements américains, et la deuxième place des classements canadiens. Après la publication de l'album, DMX indique qu'il pourrait bien être son dernier puisqu'il a l'intention de prendre un long repos pour se consacrer à sa famille. DMX est à cette époque en conflit avec son label Def Jam Recordings, estimant ne pas avoir reçu les attentions et l'engagement qu'il méritait.
Trois ans après, le 1er août 2006 et après quelques reports de date, DMX publie son sixième album, Year of the Dog... Again, qui atteint cette fois la deuxième place des classements américains, et la quatrième place des classements canadiens.
Def Jam publie un best-of, The Definition of X: The Pick of the Litter, le 12 juin 2007 et atteint la 26e place du Billboard 200. Def Jam publiera une autre compilation, The Best of DMX, en 2011. En décembre 2007, DMX signe sur le label discographique indépendant Bodog Music, après avoir quitté Sony pour l'échec de son album Year of the Dog... Again. Il prépare actuellement Walk With Me Now And You'll Fly With Me Later. Selon ses propres propos, ce nouveau projet sera en réalité composé de deux albums, un de rap et un autre tourné vers le gospel.

### Pause etUndisputed(2008–2012)
Un single, Already est disponible sur Internet depuis mars 2008. Par ailleurs, on en sait plus sur ce nouvel album : le rappeur devrait travailler avec Nas, The Lox et même le chanteur Seal. À la production, on devrait retrouver son partenaire de toujours Swizz Beatz, ainsi que les Neptunes et Dame Grease. La suite, gospel, And You'll Fly With Me Later, devrait sortir plus tard, aucune date n'ayant été communiquée. DMX est incarcéré en novembre 2008 pour maltraitance envers les animaux et écope de trois mois de prison, provoquant une pause dans sa carrière. Près de trois mois plus tard, le 24 février 2009, sort un second best-of du rappeur, Playlist Your Way, ce qui provoque la frayeur des fans qui pensent que DMX va arrêter sa carrière, sortant un best-of seulement deux ans après le précédent, The Definition of X: The Pick of the Litter, et pendant une période d'inactivité incertaine de celui-ci. Cependant, DMX dément aussitôt une possible fin de sa carrière et annonce qu'il est retourné en studio.
Finalement, après trois ans d'inactivité, DMX arrête les dates et prépare la sortie de deux nouveaux albums sur lesquels il avait commencé à travailler en 2007. Le premier, Walk With Me Now, devrait sortir en 2011. Le second, You'll Fly With Me Later, devrait suivre dans l'année. DMX préfère les sortir séparément bien que sa maison de disques lui ait conseillé de faire un album double.
En fin février 2012, Seven Arts Entertainment Inc. acquiert la bibliothèque musicale d'United Music Media Group (qui implique le catalogue de DMX) et signe DMX pour un contrat de deux albums. Durant sa performance au Santos Party House de New York le 15 décembre 2011, DMX annonce la sortie de l'album Undisputed pour le 26 mars 2012. Après plusieurs reports de date,, l'album est finalement publié le 11 septembre 2012 et produit par Swizz Beatz et J.R. Rotem. Il atteint la 19e place du Billboard 200

### Huitième album (2013–2021)
En 2013, DMX annonce la publication d'un futur huitième album. Il collabore avec Swizz Beatz et Dame Grease. En décembre, après avoir retrouvé son passeport, il se lance dans une tournée mondiale à commencer par la Bulgarie et le Kosovo, puis est attendu en Europe et au Moyen-Orient.
Le 7 janvier 2015, le label de DMX, Seven Arts Music, aurait annoncé la publication dans la semaine qui suivait de l'album Redemption of the Beast, mais cette information est par la suite démentie par Swizz Beatz,. Le 15 janvier 2015, le frère et manager de DMX, Montana, annonce sa rupture de contrat avec Seven Arts Music et une action en justice contre le label pour avoir publié Redemption of the Beast sans consentement,,.
Ce huitième album, Exodus, sort finalement à titre posthume en mai 2021.

### Carrière cinématographique
DMX est également acteur. Il se fait remarquer dans Belly de Hype Williams. Il participe ensuite à Roméo doit mourir avec Jet Li et Aaliyah en 2000, puis dans Hors limites, dans lequel il partage la vedette avec Steven Seagal, engrange 35 millions de dollars dès son premier week-end en salle en 2001. En 2003, il est de retour dans En sursis aux côtés de Jet Li de nouveau. On le voit également dans la série américaine très connue New York 911, en faisant une apparition dans un épisode. En 2004, il obtient finalement sa reconnaissance en tant qu'acteur en tenant le rôle principal dans Never Die Alone, réalisé par Ernest Dickerson où joue également David Arquette. En 2005 il tourne Last Hour en Chine dirigé par Kobé.

### Décès
Le rappeur est hospitalisé à New York, le 2 avril 2021, , victime d'une crise cardiaque des suites d'une overdose. Il meurt le 9 avril 2021, à l'âge de 50 ans, en fin de matinée, dans un hôpital de White Plains, ville de la banlieue new-yorkaise,,. Sa mort a lieu le lendemain de la sortie du titre X Moves qu'il avait enregistré avec le bassiste Bootsy Collins, le guitariste de Yes, Steve Howe, et le batteur de Deep Purple, Ian Paice. Il est inhumé au Oakland Cemetery de Yonkers (État de New York).

## Affaires judiciaires
DMX est allé plus de 30 fois en prison durant sa vie. Ses multiples démêlés judiciaires ont des motifs très divers : possession d'armes, vol, agression, carjacking, cruauté envers les animaux, conduite dangereuse, conduite sous substance, conduite sans permis, possession de drogue, violation de probation, manquement au paiement de pensions alimentaires, s'être fait passer pour un policier, fraude fiscale et viol.

## Vie personnelle
DMX est chrétien et lit chaque jour la Bible. En prison, DMX explique avoir trouvé une raison à sa venue ici : « j'ai atterri ici pour rencontrer quelqu'un... Je ne sais pas qui c'est, mais je le saurai en temps voulu. Et je suis ici pour lui délivrer un message. Et ce message, c'est que Jésus veille sur lui. »
DMX est père de dix-sept enfants de onze femmes différentes. Il épouse Tashera Simmons en 1999 et reste marié pendant onze ans. En juillet 2010, Tashera annonce leur séparation (deux semaines après l'incarcération de DMX). DMX maintient être resté en bons termes avec son ex-compagne.
Dans une entrevue, DMX confie souffrir de trouble bipolaire.

## Discographie

### Albums studio
- 1998 : It's Dark and Hell Is Hot
- 1998 : Flesh of My Flesh, Blood of My Blood
- 2000 : ...And Then There Was X
- 2001 : The Great Depression
- 2003 : Grand Champ
- 2006 : Year of the Dog... Again
- 2012 : Undisputed
- 2021 : Exodus (sorti à titre posthume)

### EP
- 2012 : The Weigh In

### Compilations
- 2007 : The Definition of X: The Pick of the Litter
- 2009 : Playlist Your Way
- 2010 : The Best of DMX

### Avec Ruff Ryders
- 1999 : Ryde or Die Vol. 1
- 2000 : Ryde or Die Vol. 2
- 2001 : Ryde or Die Vol. 3
- 2005 : The Redemption Vol. 4
- 2010 : Ruff Ryders Evolution : Generation I

### Single
- 2021 : X Moves - Avec Steve Howe le guitariste de Yes ainsi que Bootsy Collins à la basse et Ian Paice de Deep Purple à la batterie.

## Filmographie
- 1999 : Belly : Tommy « Buns » Bundy
- 2000 : On / Off, documentaire musical  lui-même
- 2000 : Boricua's Bond - Rôle non défini
- 2000 : Roméo doit mourir - Avec Jet Li, Aaliyah, Anthony Anderson, etc.  : Silk
- 2001 : DMX: Angel - More Road to Cross, (Universal Music ; DVD) : lui-même
- 2001 : Hors limites - Latrell Walker
- 2003 : Eve, Série TV (saison 1, épisode 3) : Xenon
- 2003 : New York 911, série télévisée (saison 5, épisode 4)
- 2003 : En sursis - Anthony Fait
- 2004 : Never Die Alone - King David'
- 2006 : DMX: Soul of a Man, téléréalité : lui-même
- 2007 : Death Toll - The Dog
- 2007 : Father of Lies - Paul
- 2008 : Last Hour - Black Jack
- 2008 : Lockjaw: Rise of the Kulev Serpent - Nick
- 2008 : The Bleeding - Tag
- 2014 : Top Five : lui-même
- 2015 : Bienvenue chez les Huang  (saison 2, épisode 9) : lui-même
- 2018 : Pimp de Christine Crokos : Midnight John
- 2018 : The After Party : L'homme dans le strip club
- 2019 : Beyond the Law : Détective Ray Munce
- 2020 : Fast and Fierce : Death race